# Rasputin (Tiger)

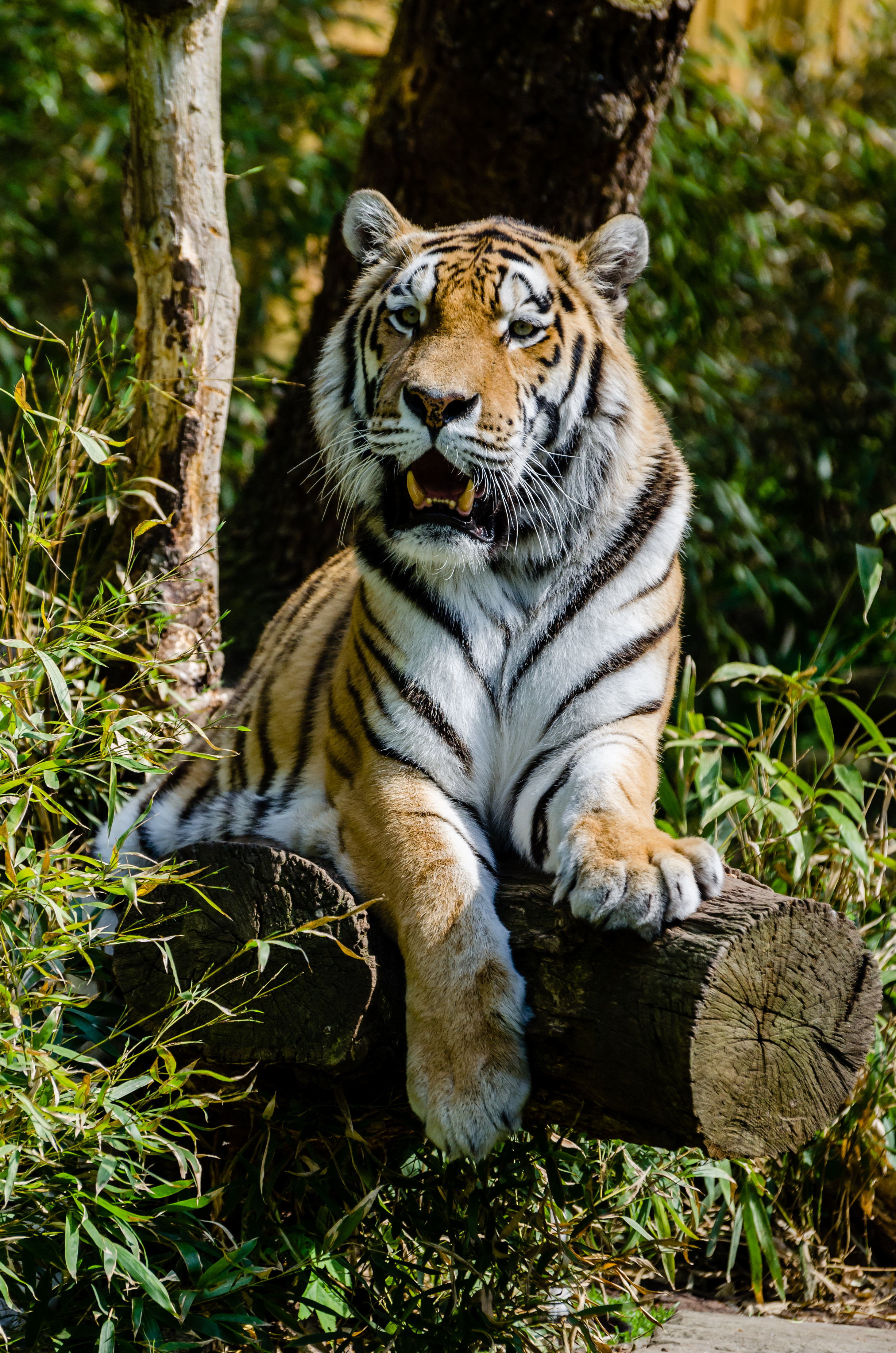
Rasputin im Allwetterzoo Münster

Rasputin (* 22. Dezember 2003 im Zoo Leipzig; † 24. Februar 2016 im Allwetterzoo Münster) war ein Sibirischer Tiger.
Rasputin wurde am 22. Dezember 2003 im Zoo Leipzig geboren und kam am 19. April 2005 in den Allwetterzoo Münster. Seit 2007 lebte er mit dem Tigerweibchen Nely zusammen. Zu Nachwuchs kam es nie. Rasputin wog rund 170 Kilogramm.
Große Aufmerksamkeit erregte ein Vorfall am 19. September 2013, als Rasputin einen 57-jährigen Tierpfleger auf der Außenanlage mit einem Genickbiss tötete. Der Pfleger hatte vergessen, eine Sicherheitsschleuse zwischen Innen- und Außenanlage zu schließen. Laut Zoodirektor Jörg Adler traf den Tiger keine Schuld, da es sich um eine instinktive und natürliche Reaktion auf den „Eindringling“ gehandelt habe. Der Vorfall löste eine allgemeine Diskussion zur Tigerhaltung in Zoos aus und führte dazu, dass die Sicherheitstechnik des Tigergeheges nochmal überprüft und für rund 80.000 Euro aufgerüstet wurde.
Am 24. Februar 2016 musste Rasputin wegen eines nicht operierbaren, bösartigen Tumors eingeschläfert werden. Nach einer entsprechenden Anfrage wurde sein Körper dem LWL-Museum für Naturkunde Münster überlassen und dort präpariert. Im Februar 2017 wurde das Präparat nach monatelanger Arbeit der Öffentlichkeit präsentiert. Der Tiger wird im Rahmen von Sonderausstellungen als Exponat im Museum ausgestellt.